# Pachira longiflora
Pachira longiflora là một loài thực vật có hoa trong họ Cẩm quỳ. Loài này được (Mart. & Zucc.) Decne. mô tả khoa học đầu tiên năm 1880.